# سونيك فري رايدرز
سونيك فري رايدرز (بالإنجليزية: Sonic Free Riders)‏، هي لعبة فيديو يابانية، من تطوير سونيك تيم، ومن نشر سيغا، صدرت اللعبة في الأسواق سنة 2010، وتعمل على منصة إكس بوكس 360 الحصرية، ونوع اللعبة هي التزلج.

## روابط خارجية
- سونيك فري رايدرز على موقع IMDb (الإنجليزية)